# Andrea Miller
Andrea Miller (ur. 13 marca 1982) – nowozelandzka lekkoatletka specjalizująca się w biegu na 100 metrów przez płotki.
Odpadła w eliminacjach mistrzostw świata juniorów w 2000 roku. Siedem lat później była siódma na uniwersjadzie. W 2009 roku bez powodzenia startowała w mistrzostwach świata oraz zdobyła brąz uniwersjady. Na igrzyskach Wspólnoty Narodów w Nowym Delhi była trzecia i zdobyła brązowy medal. 
Rekord życiowy: 13,10 (6 czerwca 2009, Genewa i 4 lipca 2009, Oordegem) – rezultat ten jest aktualnym (wrzesień 2022) rekordem Nowej Zelandii.

## Osiągnięcia
| Rok                        | Impreza                     | Miejsce                    | Konkurencja                | Lokata     | Wynik |
| -------------------------- | --------------------------- | -------------------------- | -------------------------- | ---------- | ----- |
| 2000                       | Mistrzostwa świata juniorów | Santiago                   | bieg na 100 m przez płotki | eliminacje | 13,77 |
| 2007                       | Uniwersjada                 | Bangkok                    | bieg na 100 m przez płotki | 7. miejsce | 13,20 |
| 2009                       | Mistrzostwa świata          | Berlin                     | bieg na 100 m przez płotki | eliminacje | 13,83 |
| 2009                       | Uniwersjada                 | Belgrad                    | bieg na 100 m przez płotki | 3. miejsce | 13,13 |
| 2010                       | Mistrzostwa Oceanii         | Cairns                     | bieg na 100 m przez płotki | 1. miejsce | 13,55 |
| sztafeta 4 × 100 m         | Mistrzostwa Oceanii         | Cairns                     | 3. miejsce                 | 48,33      |       |
| Igrzyska Wspólnoty Narodów | Nowe Delhi                  | bieg na 100 m przez płotki | 3. miejsce                 | 13,25      |       |